# Athetis carayoni
Athetis carayoni är en fjärilsart som beskrevs av François Louis Nompar de Caumont de Laporte 1977. Athetis carayoni ingår i släktet Athetis och familjen nattflyn. Inga underarter finns listade i Catalogue of Life.